# آب‌شکاف سیاه
آب‌شکاف سیاه (نام علمی: Rynchops niger) نام یک گونه از سرده آب‌شکاف است.